# Gervasio Amat
Gervasio Amat (San Gervasio, 12 de abril de 1834-¿?) fue un dramaturgo y literato español.
Se dedicó al estudio de la literatura y al cultivo de la poesía. En 1869 dio a luz un drama en tres actos titulado Quintas y caixas, que fue representado por Parreño en el teatro de Liceo y por Cazurro en el Odeón.
En el antiguo teatro del Tívoli estrenó la comedia Un promés. Asimismo, escribió la pieza en un acto Caridad y la comedia Un sarao de any.